# XDMCP
XDMCP (X Display Manager Control Protocol) ist ein Netzwerkprotokoll, das der Kommunikation zwischen einem X-Server und einem X Display Manager dient. Der anfragende X-Server läuft dabei meist auf einem X-Terminal, welchem ein Anmeldedienst zur Verfügung gestellt werden soll.

## Funktionsweise
Der X Display Manager fungiert als Server im XDMCP. Er wartet am UDP-Port 177 auf Anfragen vom Typ QUERY (Einzelanfrage) und BROADCAST_QUERY (eine Broadcast-Anfrage, die an keinen X-Server direkt gerichtet war, sondern an ein gesamtes Subnetz geht). Erhält er eine solche Anfrage, kann er mit einem WILLING-Paket antworten. Dieses enthält Informationen über den Server, aber es verpflichtet den Client nicht zum Aufbau der Verbindung.

## Der Chooser
Ein Chooser stellt üblicherweise eine Liste erreichbarer Display Manager zur Verfügung. Dies kann eine Liste vordefinierter Hosts mit ihrer jeweiligen Netzwerkadresse oder eine Liste, die durch eine BROADCAST_QUERY-Anfrage erhalten wurde, sein. Meistens ist auch der Host selbst aufgeführt, da dieser einen Display Manager zur Verfügung stellt.
Wählt der Benutzer einen Host aus der Liste, verbindet sich der X-Server des lokalen Rechners mit dem X-Displaymanager des entfernten Rechners.